# Wahlen zum Repräsentantenhaus der Vereinigten Staaten 2018
Die Wahlen zum Repräsentantenhaus der Vereinigten Staaten fanden am 6. November 2018 statt. Gewählt wurden an diesem Tag alle 435 Mandate des US-Repräsentantenhauses. Sie waren Teil der Halbzeitwahlen (englisch: midterm elections) in der Mitte der ersten Amtszeit des US-Präsidenten Donald Trump.
Die Demokraten erhielten nach acht Jahren in der Minderheit die Mehrheit im Repräsentantenhaus zurück, indem sie insbesondere vorstädtische Kongresswahlbezirke gewannen, die zuvor Republikaner vertreten hatten. Die Demokraten gewannen 41 Sitze hinzu und kamen damit auf 235 Mandate, die Republikaner erhielten 199 Mandate. Die Wahl im 9. Kongresswahlbezirk von North Carolina, die vom republikanischen Kandidaten gewonnen wurde, wurde am 21. Februar 2019 wegen Verstößen gegen die Wahlordnung annulliert und musste am 10. September 2019 nachgeholt werden. Ein Sitz blieb damit zunächst vakant; die Nachwahl gewannen die Republikaner.

## Wahlverfahren und Termin
Die Vereinigten Staaten sind in 435 Kongresswahlbezirke eingeteilt, die jeweils etwa gleich viele Bewohner (im Schnitt 710.767 nach dem Zensus 2010) haben. Im Unterschied zur anderen Kongresskammer, dem Senat der Vereinigten Staaten, ist die Anzahl der Sitze je Bundesstaat unterschiedlich und reicht von einem (in 7 Bundesstaaten) bis zu 53 in Kalifornien; ihre Größe reicht von 27 km² (ein Teil New York Citys) bis zu 1.481.354 km² (Alaska at-large). In 45 Staaten werden die Mandate je Kongresswahlbezirk nach relativer Mehrheitswahl vergeben. In vier Staaten (Kalifornien, Washington, Louisiana und Georgia) ist eine absolute Mehrheit notwendig, weshalb es dort häufig zu Stichwahlen zwischen den beiden Stimmersten des ersten Wahlgangs kommt. In Maine wird 2018 erstmals nach Volksentscheid mit Instant-Runoff-Voting gewählt.
Es stehen jeweils Einzelbewerber, keine Parteilisten, zur Wahl, meist als Aussichtsreichste die Kandidaten der beiden großen Parteien, der Republikaner und Demokraten, aber auch Unabhängige und Bewerber kleinerer Parteien (wie die Libertarian und Green Party), die meist als chancenlos gelten. Die innerparteiliche Bewerberauswahl findet jeweils durch Vorwahlen statt, bei denen entweder nur für die Partei registrierte (geschlossene Vorwahl) oder alle Wahlberechtigte des Kongresswahlbezirks (offene Vorwahl) wählen dürfen.
Die Wahlen für sämtliche Mandate finden alle zwei Jahre am allgemeinen Wahltag der Vereinigten Staaten, dem Dienstag nach dem ersten Montag des Monats November, statt, im Jahr 2018 also am 6. November.

## Ausgangslage

Karte der USA mit den Wahlbezirken:
(ohne Außengebiete u. D.C.)

Die Republikaner stellten seit den Wahlen 2010 die Mehrheit im Repräsentantenhaus und konnten diese auch 2016 verteidigen, als sie Stimmenanteile von 49,1 Prozent zu 48 Prozent für die Demokraten erhielten, zwar sechs Sitze an diese verloren, aber mit 241 Sitzen eine Mehrheit von 23 Mandaten über der absoluten Mehrheit (218 von 435 Gesamtsitzen) behielten. Der von den Republikanern gestellte Sprecher des Repräsentantenhauses ist Paul Ryan (Wisconsin-1), die Fraktionsvorsitzende (englisch „Minority Leader“) der Demokraten Nancy Pelosi (Kalifornien-8).

### Strukturelle Bedingungen
Strukturell gelten Halbzeitwahlen als schwierig für die Partei des amtierenden Präsidenten, weil sie als Referendum gegen unpopuläre Entscheidungen auf Bundesebene dienen; in 36 von 39 Halbzeitwahlen seit dem Sezessionskrieg und in 16 von 18 seit dem Zweiten Weltkrieg büßte die Partei des Amtsinhabers Sitze ein, im Durchschnitt 33 Sitze, bei einer Beliebtheit des Präsidenten unter 50 Prozent sogar durchschnittlich 36 Sitze.
Bei Halbzeitwahlen in den USA spielen folgende demographische Muster regelmäßig eine Rolle: Während es den Republikanern hilft, dass die Wählerschaft tendenziell weißer und älter ist als bei Präsidentschaftswahlen, gehen dabei üblicherweise anteilig mehr Gutausgebildete wählen – die bei der Präsidentschaftswahl 2016 unterdurchschnittlich Republikaner gewählt hatten.
Die Republikaner befinden sich strukturell durch Gerrymandering und durch die ungleiche Verteilung der Wählerschaft (überproportional stark in ländlichen Bezirken der „rot“ gewordenen Staaten) in einem Vorteil; so gewannen sie den generischen Repräsentantenhaussitz 2016 mit 3,4 Prozent Vorsprung, während Trump das Popular Vote zeitgleich mit 2,1 Prozent Rückstand verlor.

### Situative Bedingungen
Die Turbulenzen der bisherigen Präsidentschaft Trumps – der nach sechs Monaten der unbeliebteste Amtsinhaber seit Beginn repräsentativer Umfragen war – haben dazu beigetragen, dass Beobachter davon ausgingen, dass die Republikaner Sitze verlieren könnten, manche sahen ihre Mehrheit in Gefahr – ein solcher politischer Erdrutsch wird als wave election bezeichnet.
Es gab konkrete Anzeichen dafür, dass sich die Demokraten in einer guten Verfassung befinden: Bis Ende Juni 2017 hatten sie 209 Kandidaten mit über 5.000 Dollar Spendeneinnahmen als Herausforderer republikanischer Mandatsinhaber gefunden, die Republikaner andersherum nur 28; bevor die Republikaner zuletzt 2010 in einem Erdrutschsieg die Mehrheit erobert hatten, hatten sie zu diesem Zeitpunkt im Jahr 2009 nur 78 ernsthafte Herausforderer versammelt, was bisher die höchste Zahl überhaupt seit 2003 gewesen war.
Die vier Nachwahlen zum 115. Kongress der Vereinigten Staaten seit den letzten regulären Wahlen im November 2016, die bisher republikanische Kongresswahlbezirke betrafen, führten in keinem Fall zu einem Sieg des jeweiligen demokratischen Herausforderers, jedoch konnten die Kandidaten der Demokraten jedes Mal Boden gegenüber der Repräsentantenhauswahl 2016 gut machen – von durchschnittlich 23,7 Prozent Rückstand bei der regulären Wahl zu 4,7 Prozent bei der Nachwahl.
Von den republikanischen Mandatsinhabern kündigten bis Mitte September 2017 vierzehn an, nicht wieder anzutreten, von denen sieben kein anderes Amt oder Mandat anstrebten (bei den Demokraten eine, Niki Tsongas, Massachusetts-5). Für die Demokraten war vor allem der eher republikanisch geprägte Bezirk Minnesota-1 in Gefahr, da dessen Mandatsinhaber Tim Walz nicht wieder antritt, um als Gouverneur zu kandidieren. Von den bisher republikanischen Bezirken, die bei der Wahl ohne Mandatsinhaber sind, boten insbesondere der 27. Kongresswahlbezirk Floridas (bisher Ileana Ros-Lehtinen), der 8. Washingtons (bisher Dave Reichert) und drei (5., 6., 7.) der gerichtlich neu eingeteilten Wahlkreise Pennsylvanias (bisher Pat Meehan, Ryan Costello und Charlie Dent) gute Chancen für die Demokraten. In insgesamt 23 von Republikanern gehaltenen Kongresswahlbezirken hatte Hillary Clinton bei der Präsidentschaftswahl 2016 die Mehrheit erhalten (und Trump in 12 demokratisch gehaltenen), während es 1996 noch 118 solcher „Crossover“-Wahlkreise gegeben hatte, Ausdruck einer zunehmenden politischen Polarisierung. Zugleich hatten von den 241 siegreichen Republikanern 2016 nur 15 einen einstelligen (und damit realistisch einholbaren) Prozentabstand zum demokratischen Herausforderer. Ein nicht unwesentlicher Faktor, der Wähler 2016 motivierte, für republikanische Abgeordnete zu stimmen, nämlich die Unbeliebtheit der demokratischen Präsidentschaftskandidatin Hillary Clinton, entfiel 2018. Im September 2017 nannten die Political Action Committees der beiden zentristisch-konservativen Gruppen der Demokraten im Kongress, die Blue Dog Coalition und die New Democrat Coalition, erste Kandidaten, die sie für die Wahl – auch gegenüber Kandidaten des linken, progressiven Parteiflügels – unterstützen, früher als bei vergleichbaren Wahlen zuvor. Von den 53 republikanischen Mandatsinhabern, die laut Cook Political Report gefährdet waren, hatten Mitte Oktober 2017 21 weniger Wahlkampfspenden erhalten als ihr demokratischer Herausforderer, was als schlechtes Anzeichen für die Republikaner galt.
Die ersten Fernsehspots der Demokraten zu den Wahlen des Repräsentantenhauses im Oktober 2017 konzentrierten sich darauf, den Sprecher Paul Ryan als Teil des abgehobenen Establishments und für seinen Einsatz zur Abschaffung Obamacares zu kritisieren. Damit verfolgten die Demokraten eine ähnliche Strategie wie während der Präsidentschaft Obama die Republikaner, indem sie die generelle Unbeliebtheit der jeweils gegnerischen Parteiführung ausnutzen, statt den weiterhin bei Republikanern beliebten Präsidenten Trump direkt anzugreifen.

## Umfragen und Prognosen
Die Demokraten führten seit November 2016 in den aggregierten Umfragen zur generischen Wahlabsicht für das Repräsentantenhaus bei den Statistikwebsites FiveThirtyEight und RealClearPolitics mit schwankendem, aber deutlichem Abstand, meist zwischen sechs und acht Prozentpunkten. Das Center for Politics der University of Virginia hatte errechnet, dass die Demokraten bei der Wahl einen Vorsprung von etwa fünf Prozentpunkten erreichen mussten, um die Mehrheit im Repräsentantenhaus zurückzuerobern.
Das Center for Politics und der Cook Political Report (siehe Cook Partisan Voting Index) bieten regelmäßig aktualisierte Prognosen für umkämpfte Kongresswahlbezirke. Die Politikwebsite Roll Call sah Mitte September 2017 48 zuvor republikanische und 14 zuvor demokratische Sitze im Spiel, jeweils doppelt so viele wie zur selben Zeit 2015.

## Ergebnis
| Parteien | Parteien     | Sitze | Sitze | Sitze | Sitze   | Stimmen    | Stimmen | Stimmen |
| -------- | ------------ | ----- | ----- | ----- | ------- | ---------- | ------- | ------- |
| Parteien | Parteien     | 2016  | 2018  | +/−   | Stärke  | Stimmen    | %       |         |
|          | Demokraten   | 194   | 235   | +41   | 54,0 %  | 60.572.245 | 53,4 %  |         |
|          | Republikaner | 241   | 200   | -41   | 46,0 %  | 50.861.970 | 44,8 %  |         |
| Gesamt   | Gesamt       | 435   | 435   | 0     | 100,0 % |            |         |         |

Die Wähler in den Außengebieten der Vereinigten Staaten (ohne Puerto Rico, das einen Resident Commissioner auf vier Jahre entsendet) und im Bundesdistrikt Washington, D.C. wählten insgesamt sechs Abgeordnete. Im Gesetzgebungsverfahren haben diese allerdings kein Stimmrecht.
Die Demokraten gewannen in allen Teilen des Landes Stimmen hinzu. Sie verloren drei Sitze, nämlich den bei einer Nachwahl gewonnenen in Pennsylvania-18, dessen Mandatsinhaber Conor Lamb aber nach einem Neuzuschnitt der Wahlkreise Pennsylvania-17 von den Republikanern gewann, und die ländlichen Wahlkreise Minnesota-1 und -8. Die Demokraten eroberten nur zwei ländliche Kongresswahlbezirke, New Mexico-2 und Maine-2 – womit die Republikaner ihren einzigen Abgeordneten in Neuengland verloren –, ansonsten aber vor allem vorstädtische Wahlkreise mit gut ausgebildeter, eher wohlhabender Wählerschaft und wurden insbesondere von Frauen gewählt. So gewannen sie fast alle Sitze, bei denen Hillary Clinton 2016 zur Präsidentschaftswahl die Mehrheit bekommen hatte, etwa im bisher verlässlich republikanischen Orange County im Süden Kaliforniens. In New Jersey gewannen die Demokraten vier Sitze hinzu, sodass der Staat, der bis 2014 eine ausgeglichene Kongressdelegation (sechs zu sechs) gehabt hatte, ab 2019 nur noch einen Republikaner ins Repräsentantenhaus entsendet. Drei Siege von Demokraten überraschten politische Beobachter, nämlich in South Carolina-1, Oklahoma-5 und New York-11, mit dem die Republikaner ihren letzten reinen Innenstadtwahlkreis verloren. Dabei zeigte sich wie bei den Wahlen in den Vereinigten Staaten 2018 generell eine Tendenz zur Nationalisierung der Ergebnisse: Der beste Indikator für die Ergebnisse im Repräsentantenhaus war der Anteil, den Donald Trump im jeweiligen Kongresswahlbezirk bei der Präsidentschaftswahl erreicht hatte. Die Demokraten gewannen etwa drei Viertel der bisher von Republikanern vertretenen Sitze, bei denen Trump schwach abgeschnitten hatte, wobei es nur eine untergeordnete Rolle spielte, ob ein Mandatsinhaber antrat oder der Sitz offen war. Laut der Analystin Amy Walter maximierten die Demokraten ihre Gewinne, indem sie in vielen Einzelwahlkämpfen gute und gut finanzierte Kandidaten aufgestellt hatten, und auch beliebte republikanische Mandatsinhaber seien – wie bei früheren wave elections – nicht gegen die anhaltende Unbeliebtheit des Präsidenten angekommen.
Bei der Repräsentantenhauswahl gingen Angehörige ethnischer Minderheiten deutlich häufiger zur Wahl als bei der letzten Halbzeitwahl 2014. So stieg die Zahl der abstimmenden Latinos um 174 Prozent der Zahl von 2014, die der pazifischen Insulaner um 218 Prozent und die Zahl der Afroamerikaner 157 Prozent. Alle diese Gruppen stimmen mit deutlicher Mehrheit – Latinos: 73 zu 23 Prozent, Afroamerikaner: 90 Prozent – für Kandidaten der Demokraten, die 30 Millionen Dollar für die Mobilisierung von Latinos ausgegeben hatten. Dem neuen Repräsentantenhaus gehören 34 zusätzliche Latino-Abgeordnete und insgesamt 52 afroamerikanische Abgeordnete an, jeweils Rekorde.
Ein Endergebnis steht auch über ein Monat nach dem Wahltag aus, weil das Ergebnis aus dem neunten Wahlkreis von North Carolina noch nicht bestätigt ist. Die Demokraten gewannen mindestens 41 Sitze hinzu und kamen auf mindestens 235 zu 199 Sitzen für die Republikaner bei einem offenen (Stand 20. Dezember 2018), sodass die Fraktion der Demokraten im Repräsentantenhaus deutlich über der absoluten Mehrheit von 218 Sitzen im ab Januar 2019 tagenden 116. Kongress der Vereinigten Staaten kommt. Insgesamt blieben voraussichtlich 392 der 435 Sitze im Repräsentantenhaus in der Hand der bisherigen Partei, was einer Wiederwahlrate von 90,1 Prozent entspricht, die für den ausgeprägten Bonus der Mandatsinhaber spricht (incumbency, siehe Wiederwahlrate im Kongress) und geringer ist als bei den meisten bisherigen Wahlen. 29 bis 30 republikanische Mandatsinhaber wurden besiegt, von insgesamt 61 offenen Sitzen wechselten 13 von den Republikanern zu den Demokraten, andersherum waren es 3.

### Vorwürfe des Wahlbetrugs und Nachwahl in North Carolina
Im 9. Kongresswahlbezirk North Carolinas wurde das Wahlergebnis von der Aufsichtsbehörde nicht zertifiziert, weil es zu Vorwürfen des Wahlbetrugs kam. Das FBI begann mit Ermittlungen. Einem Mitarbeiter der Kampagne des republikanischen Abgeordneten Mark Harris wurde vorgeworfen, Wahlzettel von Briefwählern manipuliert und unterdrückt zu haben. Die Auszählung der Stimmen hatte einen Vorsprung von weniger als tausend Stimmen für Harris ergeben bei über 280.000 Stimmen. Harris und sein Mitarbeiter bestritten ein Fehlverhalten. Am 21. Februar 2019 ordnete die zuständige Wahlkommission eine Neuwahl an. Die Wahl musste nach dem Wahlrecht von North Carolina mit den Vorwahlen wiederholt werden.
Als Termin für die Nachwahl wurde der 10. September 2019 festgelegt. Der neue republikanische Kandidat Dan Bishop gewann sie mit 96.081 Stimmen bzw. 50,7 % gegen den bereits 2018 angetretenen Demokraten Dan McCready, der 48,7 % bzw. 92.144 von 189.363 Stimmen erhielt.